# Classification bayésienne naïve aléatoire
La classification bayésienne naïve aléatoire étend la classification naïve bayésienne en adoptant les principes des forêts d'arbres décisionnels : sélection aléatoire des entrées (bootstrap aggregating) et sélection aléatoire des caractéristiques (random subspace method) .